# Vijfde fundamentele kracht
In de natuurkunde worden vier fundamentele interacties waargenomen (ook bekend als fundamentele natuurkrachten) die de basis vormen van alle bekende krachten in de natuur: zwaartekracht, elektromagnetische, sterke nucleaire en zwakke nucleaire krachten. Sommige speculatieve theorieën komen met een vijfde kracht om diverse afwijkende waarnemingen te verklaren die niet passen in bestaande theorieën. De eigenschappen van deze vijfde kracht hangen af van de hypothese die naar voren wordt gebracht. Meestal wordt een wisselwerking verondersteld die ongeveer gelijk is aan die van de gravitatiekracht (dat wil zeggen: veel zwakker dan elektromagnetisme of de nucleaire krachten ) met een bereik van minder dan een millimeter tot kosmologische schalen. Een ander voorstel is een nieuwe zwakke kracht die wordt overgebracht via W′- en Z′-bosonen.
De zoektocht naar een vijfde kracht is de afgelopen decennia aangewakkerd door twee ontdekkingen in de kosmologie die niet verklaard kunnen worden met de huidige theorieën. Er is ontdekt de massa van het universum niet verklaard kan worden zonder een onbekende vorm van materie die donkere materie wordt genoemd. Veel natuurkundigen geloven dat donkere materie bestaat uit onontdekte subatomaire deeltjes, maar sommigen geloven dat het verband kan houden met een nog onbekende fundamentele kracht. Ten tweede is recentelijk ook ontdekt dat de uitdijing van het heelal versnelt, wat wordt toegeschreven aan een vorm van energie die donkere energie wordt genoemd. Sommige natuurkundigen speculeren dat deze vorm van donkere energie, kwintessens genaamd, door een vijfde kracht verklaard zou kunnen worden.

## Experimentele benaderingen
Een nieuwe fundamentele kracht is moeilijk aan te tonen. Zwaartekracht is bijvoorbeeld zo'n zwakke kracht dat de interactie tussen twee objecten alleen merkbaar is als ten minste één van hen een grote massa heeft. Daarom is er zeer gevoelige apparatuur nodig om zwaartekrachtinteracties te meten tussen objecten die klein zijn in vergelijking met de aarde. Een nieuwe (of "vijfde") fundamentele kracht zal in verhouding zeer zwak zijn en daarom moeilijk te meten. Desalniettemin werd eind jaren tachtig een vijfde kracht, werkend op "gemeentelijke" schaal (d.w.z. met een bereik van ongeveer 100 meter), gerapporteerd door onderzoekers (Fischbach et al.) die de resultaten van Loránd Eötvös van het begin van die eeuw opnieuw analyseerden.  Men geloofde dat de kracht verband hield met hypercharge. Daarna hebben andere experimenten dit resultaat niet kunnen dupliceren.
Er zijn ten minste drie soorten proeven die kunnen worden uitgevoerd, afhankelijk zijn van het soort kracht dat wordt gezocht en het bereik ervan.

### Equivalentie principe
Een manier om naar een vijfde kracht te zoeken is door het "sterke" equivalentieprincipe te testen en daarmee de algemene relativiteitstheorie, de zwaartekrachttheorie van Einstein. Alternatieve zwaartekrachttheorieën, zoals de Brans-Dicke-theorie, postuleren een vijfde kracht met mogelijk een met oneindig bereik. Dit komt omdat zwaartekrachtinteracties in andere theorieën dan de algemene relativiteitstheorie, andere vrijheidsgraden hebben dan de "metrische", die de kromming van de ruimte dicteert, en verschillende soorten vrijheidsgraden produceren verschillende effecten. Een scalair veld kan bijvoorbeeld geen afbuiging van lichtstralen verklaren.
De vijfde kracht zou zich tonen in afwijkingen van banen in ons zonnestelsel, het Nordtvedt-effect genoemd. Dit is getest met Lunar Laser Ranging-experiment  en interferometrie met een zeer lange basislijn .

### Extra dimensies
Een ander soort vijfde kracht, die opduikt in de kaluza-klein-theorie, waar het universum extra dimensies heeft of in superzwaartekracht of snaartheorie, is de Yukawa-kracht, die wordt uitgezonden door een licht scalair veld (dat wil zeggen een scalair veld met een lange Compton-golflengte, die het bereik bepaalt). Dit heeft tot veel recente belangstelling geleid met een theorie van supersymmetrische grote extra dimensies met een experimentele poging om de gravitatie op zeer schaal te meten. Dit vereist extreem gevoelige instrumenten die zoeken naar een afwijking van de inverse kwadratenwet van de zwaartekracht over een reeks afstanden. In wezen is men op zoek of de Yukawa-interactie op een bepaald moment begint.
Australische onderzoekers, die probeerden de zwaartekrachtconstante diep in een mijnschacht te meten, vonden een discrepantie tussen de voorspelde en gemeten waarde, waarbij de gemeten waarde twee procent te klein was. Ze concludeerden dat de resultaten kunnen worden verklaard door een afstotende vijfde kracht met een bereik van enkele centimeters tot een kilometer. Soortgelijke experimenten zijn uitgevoerd aan boord van een onderzeeër, USS <i id="mwTQ">Dolphin</i> (AGSS-555), terwijl deze diep onder water was. Een ander experiment dat de zwaartekrachtconstante meet in een diep boorgat in de Groenlandse ijskap, vond afwijkingen van enkele procenten, maar het was niet mogelijk om een geologische bron voor het waargenomen signaal te elimineren.

### De aardmantel
Een ander experiment gebruikt de aardmantel als een gigantische deeltjesdetector, gericht op geo-elektronen.

### Cepheïden variabele sterren
Jain et al. (2012) onderzochten bestaande gegevens over de pulsatiesnelheid van meer dan duizend cepheïde variabele sterren in 25 sterrenstelsels. De theorie suggereert dat de snelheid van cepheïdenpulsatie in sterrenstelsels die door naburige clusters worden afgeschermd van een hypothetische vijfde kracht, een ander patroon zou volgen dan cepheïden die niet worden afgeschermd. Men was niet in staat om enige variatie op Einsteins zwaartekrachttheorie te vinden.

### Andere benaderingen
Sommige experimenten gebruikten een meer plus een toren van 320 ben hoog. Een uitgebreide recensie door Ephraim Fischbach en Carrick Talmadge suggereerde dat er geen overtuigend bewijs is voor de vijfde kracht, hoewel wetenschappers er nog steeds naar zoeken. Het Fischbach-Talmadge-artikel is geschreven in 1992 en sindsdien is er ander bewijs aan het licht gekomen dat op een vijfde kracht kan wijzen.
De bovenstaande experimenten zoeken naar een vijfde kracht die, net als de zwaartekracht, onafhankelijk is van de samenstelling van een object, zodat alle objecten de kracht ervaren in verhouding tot hun massa. Krachten die afhankelijk zijn van de samenstelling van een object kunnen zeer gevoelig worden getest door torsiebalansexperimenten van een type uitgevonden door Loránd Eötvös. Dergelijke krachten kunnen bijvoorbeeld afhangen van de verhouding van protonen tot neutronen in een atoomkern, kernspin, of de relatieve hoeveelheid verschillende soorten bindingsenergie in een kern (zie de semi-empirische massaformule). Er is gezocht van zeer korte afstanden tot gemeentelijke schalen, tot de schaal van de aarde, de zon en donkere materie in het centrum van de Melkweg.

### Claims van nieuwe deeltjes
In 2015 stelden Attila Krasznahorkay van ATOMKI, het Instituut voor Nucleair Onderzoek van de Hongaarse Academie van Wetenschappen in Debrecen, Hongarije, en zijn collega's het bestaan voor van een nieuw, licht boson slechts 34 keer zwaarder dan het elektron (17 MeV). In een poging om een donker foton te vinden, vuurde het Hongaarse team protonen af op dunne targets van lithium-7, die onstabiele beryllium-8- kernen creëerden die vervolgens vervielen en paren elektronen en positronen uitspuwden. Overtollig verval werd waargenomen bij een openingshoek van 140° tussen de e+ en e−, en een gecombineerde energie van 17 MeV, wat zou betekenen dat een klein deel van beryllium-8 onverklaarde energie zal afgeven dat een nieuw deeltje kan betekenen.
De ATOMKI-groep beweerde eerder in 2016 verschillende andere nieuwe deeltjes te hebben gevonden, maar verliet deze beweringen later, zonder een verklaring te geven voor de oorzaak van de valse signalen. De groep is ook beschuldigd van cherry picking resultaten die nieuwe deeltjes ondersteunen en nulresultaten weggooien.
In november In 2019 kondigde Krasznahorkay aan dat hij en zijn team bij ATOMKI met succes dezelfde anomalieën in het verval van stabiele heliumatomen hadden waargenomen als waargenomen in beryllium-8, wat de argumenten voor het bestaan van het X17-deeltje versterkte.
Feng et al. (2016) stelde voor dat een protofoob (d.w.z. "proton-negeren") X-boson met een massa van 16,7 MeV met onderdrukte koppelingen aan protonen ten opzichte van neutronen en elektronen en het femtometerbereik zouden de gegevens kunnen verklaren. De kracht kan de anomalie van muon g-2 verklaren en een kandidaat voor donkere materie opleveren. Er zijn verschillende onderzoeksexperimenten aan de gang om te proberen deze resultaten te valideren of te weerleggen.

## Zwaartekracht aangepast
Ook bekend als niet-lokale zwaartekracht. Sommige natuurkundigen zijn van mening dat Einsteins zwaartekrachttheorie moet worden aangepast - niet op kleine schaal, maar voor grote afstanden of kleine versnellingen.  Dit zou gravitatie veranderen in een niet-lokale kracht.  Zij wijzen erop dat donkere materie en donkere energie niet worden verklaard door het standaardmodel van de deeltjesfysica en suggereren dat enige wijziging van de gravitatiewet nodig is, mogelijk voortkomend uit gemodificeerde Newtoniaanse dynamiek of het holografische principe. Dit is fundamenteel anders dan conventionele ideeën over een vijfde kracht, omdat die sterker wordt ten opzichte van de zwaartekracht op grotere afstanden. De meeste natuurkundigen denken echter dat donkere materie en donkere energie niet ad hoc zijn, maar worden ondersteund door een groot aantal complementaire waarnemingen en beschreven door een zeer eenvoudig model.
In april 2021 rapporteerde een Fermilab -groep "sterk bewijs voor het bestaan van een onontdekt subatomair deeltje of nieuwe kracht" dat interageert met muonen, toen metingen van het muon g-2 afweken van de voorspelling.